# Coming Home (New Found Glory)
Coming Home è il quinto album in studio dei New Found Glory, pubblicato il 19 settembre 2006 dalla Suretone Records.
L'album rappresenta un cambio di sonorità nel classica formula pop punk/hardcore della band, che introduce per la prima volta nella propria musica l'utilizzo di strumentazione tipica del rock classico come archi e pianoforte, maggiore melodia e testi più introspettivi.

## Tracce
1. Oxygen – 3:15
2. Hold My Hand – 3:42
3. It's Not Your Fault – 3:37
4. On My Mind – 3:56
5. Coming Home – 4:09
6. Make Your Move – 4:02
7. Taken Back by You – 3:25
8. Too Good to Be – 2:59
9. Love and Pain – 3:03
10. Familiar Landscapes – 3:19
11. When I Die – 3:43
12. Connected – 3:38
13. Boulders – 5:23

Tracce bonus nell'edizione giapponese
1. Make It Right – 3:09
2. Golden – 3:37
3. It's All Around You – 2:28

Traccia bonus nell'edizione iTunes
1. Making Plans – 3:00

Traccia bonus per l'edizione Best Buy
1. Over Me – 2:49

## Formazione
- Jordan Pundik – voce
- Chad Gilbert – chitarra solista, voce secondaria
- Steve Klein – chitarra ritmica
- Ian Grushka – basso
- Cyrus Bolooki – batteria

Altri musicisti
- Chauntelle DuPree – cori
- Christie DuPree – cori
- Sherri DuPree – cori
- Stacy DuPree – cori
- Jarett Grushka – triangolo
- Thom Panunzio – percussioni
- Benmont Tench – B3, pianoforte, tastiera

## Classifiche
| Classifica (2006)  | Posizione massima |
| ------------------ | ----------------- |
| Australia          | 48                |
| Stati Uniti        | 19                |
| Stati Uniti (rock) | 8                 |